# Бакши-Дорон, Элияху
Элияху Бакши-Дорон (ивр. אליהו בקשי דורון‎; 1941, Иерусалим — 12 апреля 2020, там же) — израильский сефардский раввин. Главный раввин Бат-Яма и Хайфы, а с 1993 по 2003 год Главный сефардский раввин Израиля (Ришон ле-Цион).

## Биография
Элияху Бакши-Дорон родился в 1941 году в Иерусалиме (подмандатная Палестина). Получил образование в ряде иешив, связанных с религиозным сионизмом — «Даром», «Хеврон», «Мосад ха-рав Кук» и «Коль Яаков». В годы учёбы женился на Эстер, дочери главного раввина Акко Шломо Лопеса. В браке с Эстер, умершей в 2005 году, у Элияху Бакши-Дорона родились 10 детей.
После получения лицензии в 1970 году был назначен районным раввином в Бат-Ям. В 1972 году при поддержке Овадьи Йосефа занял пост главного сефардского раввина этого города. В 1975 году стал главным раввином Хайфы и оставался на этом посту почти два десятилетия.
В 1993 году сменил Мордехая Элияху в должности Главного сефардского раввина Израиля (Ришон ле-Циона), победив в борьбе за этот пост главного сефардского раввина Тель-Авива Хаима Давида Халеви. Бакши-Дорон стал первым раввином на этом посту с 1954 года, который не был выходцем из Ирака. Оставался в должности Главного сефардского раввина Израиля до 2003 года. В дальнейшем занимал пост президента Комитета сефардских общин Израиля, входил в совет директоров благотворительного фонда «ЛИБИ» и возглавлял ряд других благотворительных организаций. После выхода на пенсию основал в Иерусалиме иешиву «Бенин Ав».
В декабре 2012 года против бывшего Главного сефардского раввина было подано обвинительное заключение в связи с его действиями в этой должности. Следствие установило, что в период с 1999 по 2003 год Бакши-Дорон санкционировал выдачу примерно 1500 сотрудникам силовых ведомств Израиля раввинских лицензий, на которые они не имели права и которые были сопряжены с финансовыми льготами в размере тысяч шекелей. Бакши-Дорону были предъявлены обвинения в получении взяток при отягчающих обстоятельствах, попытках получения взяток, обмане доверия и подделке свидетельств. В мае 2017 года он был приговорён Иерусалимским окружным судом к 12 месяцам заключения условно и штрафу в размере 250 тысяч шекелей.
В апреле 2020 года раввин Бакши-Дорон, страдавший на протяжении нескольких лет от проблем со здоровьем, заразился коронавирусом COVID-19 и через 5 дней скончался в медицинском центре «Шаарей-Цедек» в Иерусалиме. Похоронен на иерусалимском кладбище «Хар ха-Менухот».

## Галахические позиции
Начал публиковаться в годы работы в Хайфе, в 1982 году издав книгу галахических исследований, а в 1989 году — вторую, содержащую как мнения по повседневным вопросам Галахи, так и речи, произнесённые на различных мероприятиях. Третья книга Бакши-Дорона, по содержанию продолжающая вторую, вышла в 1995 году.
В своих работах и галахических решениях Элияху Бакши-Дорон пытался совместить традиционные сефардские и литвацко-ашкеназские идеи. Проявил себя как сторонник либерального подхода в интерпретации Галахи, за что многократно критиковался более ортодоксальными раввинами. В частности, считал возможным заключение гражданских браков, чтобы предотвратить появление незаконнорожденных детей, разрешил продажу сельскохозяйственной продукции в 2000 году (по еврейской традиции год шмиты). Выступал против кандидатуры Йоны Мецгера, обвинявшегося в сексуальных домогательствах и фальсификациях, на пост главного раввина Тель-Авива и создал комиссию, воспрепятствовавшую этому назначению (позже Мецгер занял должность Главного ашкеназского раввина Израиля).